# يوجين دي كوك
يوجين دي كوك هو ضابط شرطة ‏ وسياسي جنوب أفريقي، ولد في 29 يناير 1949 في جنوب أفريقيا.